# 菲尔·托尔斯特拉普
菲尔·托尔斯特拉普（英語：Phil Tollestrup，1949年10月21日—），生于阿尔伯塔省雷蒙德，加拿大前男子篮球运动员。他曾代表加拿大获得1976年夏季奥运会男子篮球比赛第四名。